# Edmund Spenser
Edmund Spenser (1552 – Londres, 13 de janeiro de 1599), foi um poeta inglês.

## Biografia
Edmund Spenser nasceu em 1552 na cidade de Londres e consagrou-se por suas poesias renascentistas que introduziram o bucólico às artes inglesas. Filho do consertador de relógios John Spencer, morou boa parte de sua vida em Smithfield onde em 1561 ingressou na escola dos Merchant Taylors e foi um dos alunos do escritor humanista Richard Mulcaste, com quem aprendeu latim, grego, hebreu e também o gosto pela escrita em versos.
Sua obra recebeu ainda influências da literatura italiana de Petrarca, dos escritos franceses de Joachim du Bellay e da convivência próxima com John Young, de quem foi secretário.
Em 1580 entrou para o serviço público e trabalhou em importantes cargos políticos e militares na Irlanda, Spencer atuou ativamente na repressão ao catolicismo. Mudou-se em 1586 para o condado de Cork, onde viveu a maior parte de sua vida, mas acabou expulso do condado em 1598 quando seu castelo foi incendiado pela população enfurecida pela revolta contra sua perseguição aos católicos.
Sua mais célebre obra foi The Faerie Queene (1589-1596), um épico sobre a luta entre católicos e protestantes, publicada em partes, a obra acabou incompleta. O poeta também publicou The Shepheardes Calender (1579) e Epithalamion (1595), em português, A câmara da Noiva, feito em homenagem a sua esposa. Morreu em Londres em 1599 e seu corpo está sepultado na Abadia de Westminster

## Cronologia literária
- The Shepheardes Calender (1579)
- The Faerie Queene (1590, 1596, 1609)
- Complaints (1591)
- Daphnaïda (1594)
- Colin Clouts Come home againe (1595)
- Astrophel (1595)
- Amoretti (1595)
- Epithalamion (1595)
- Four Hymns (1596)
- Prothalamion (1596)
- A View of the Present State of Ireland (circa 1598)